# Трестау
Трестау (њем. Tröstau) општина је у њемачкој савезној држави Баварска. Једно је од 17 општинских средишта округа Вунзидел (Фихтел). Према процјени из 2010. у општини је живјело 2.555 становника. Посједује регионалну шифру (AGS) 9479161.

## Географски и демографски подаци
Трестау се налази у савезној држави Баварска у округу Вунзидел (Фихтел). Општина се налази на надморској висини од 550 метара. Површина општине износи 19,3 km². У самом мјесту је, према процјени из 2010. године, живјело 2.555 становника. Просјечна густина становништва износи 133 становника/km².